# 滋賀県子ども会連合会
滋賀県子ども会連合会（しがけんこどもれんごうかい）は、滋賀県内13市5町（2013年3月現在、甲良町のみ非加盟）の子ども会連合組織が加盟する任意団体である。また社団法人全国子ども会連合会に加盟している。

## 概要
市町子ども会組織を通じて各地域の子ども会活動を支援するために、子ども育成に関する研究を行い様々な事業や研修を行っている。全国子ども会連合会の提唱する「子どもの心身の成長発達、異年齢の集団による仲間活動、子供の遊びをとらえた活動」を具現化し、子ども会の活性化や指導者養成を行っている。

## 主な事業
あそびの宝島へGo！、育成大会、安全教育研修大会、指導者研修会、ジュニアリーダー研修会、KYT指導など。

## 組織
- 理事会
- 安全教育推進委員会
- 研修委員会
- 広報委員会 [6]
- 会員は市町子連（評議委員による総会）
- ブロック制(7ブロック：湖北、湖東、東近江、甲賀、湖南、大津、湖西)[1]。

## 事務局
- 滋賀県大津市京町4-3-28滋賀県厚生会館１Ｆ[7]。